# جانی کاوینا
جانی کاوینا (ایتالیایی: Gianni Cavina؛ ۹ دسامبر ۱۹۴۰ – ۲۶ مارس ۲۰۲۲) بازیگر و فیلم‌نامه‌نویس اهل ایتالیا بود.
از نقش آفرینی‌هایش می‌توان بازی در فیلم میل یک زن، به نوبت، خانه‌ای با پنجره‌های خندان، لطفاً مراقب آملیا باش و کروسان با خامه را نام برد.
کاوینا در سال ۱۹۹۷ برنده جایزه انجمن ملی فیلم ایتالیا بهترین بازیگر نقش مکمل مرد شده‌است.